# Classe Città di Napoli
La classe Città di Napoli fu una serie di quattro unità miste merci - passeggeri, entrate in servizio per la Società di Navigazione Florio nel 1930. Durante la Seconda Guerra Mondiale tutte le unità della classe furono convertite in incrociatori ausiliari; solo la Città di Tunisi sopravvisse al conflitto, continuando a prestare servizio per la Tirrenia di Navigazione fino al 1970.

## Contesto
Il 25 giugno 1925 la I. & V. Florio & C. e lo Stato italiano stipularono una convenzione che assegnò alla Florio l'esercizio dei collegamenti sovvenzionati del "Gruppo II", comprendenti le linee del Tirreno inferiore, Napoli, Palermo, Libia e Cirenaica. Per lo scopo fu costituita appositamente una nuova società, la Florio - Società Italiana di Navigazione, con sede a Roma e, approfittando degli incentivi alla cantieristica concessi dallo Stato italiano nel 1923, furono ordinate 13 navi miste merci passeggeri. Di queste, quattro unità gemelle (Città di Napoli, Città di Genova, Città di Palermo e Città di Tunisi) furono destinate alle cosiddette "linee maggiori" (Napoli - Palermo - Tunisi e Napoli - Palermo - Tripoli).

## Caratteristiche
Le unità della classe erano progettate per espletare un servizio misto merci e passeggeri. Disponevano di sistemazioni per 565 passeggeri, così suddivise: 147 posti in 84 cabine di prima classe (delle quali quattro appartamenti di lusso con servizi privati), 136 posti in 40 cabine di seconda classe, 32 posti in 6 cabine di "terza classe distinta" e 234 posti in 4 dormitori di "terza classe comune" (uno dei quali per sole donne, da 34 letti). Erano poi presenti a bordo una cella per eventuali detenuti, con 14 letti, e una cabina per i due carabinieri della scorta. Le cabine e gli spazi comuni dei passeggeri erano distribuiti su quattro ponti, dall'alto verso il basso: 
- sul ponte B ("Passeggiata") erano presenti cabine di prima classe, due vestiboli e la sala di musica, destinate sempre ai passeggeri della prima classe;
- sul ponte C ("Coperta") si trovavano cabine di prima e seconda classe, la sala da pranzo di prima classe, con 84 posti, e la sala soggiorno di seconda classe, con 29 posti;
- sul ponte D ("Principale") erano posti cabine di tutte e tre le classi e la sala da pranzo di seconda classe, con 62 posti;
- sul ponte E erano infine posizionate le rimanenti cabine di seconda e terza classe e il refettorio di terza classe, con 88 posti[1].

A prua e poppa erano poi presenti quattro stive per il carico, con una capacità complessiva di 1 816 m³; ciascuna stiva era servita da due bighi. 
Lo scafo delle navi era in acciaio chiodato ed era suddiviso internamente da undici paratie stagne trasversali e da sei ponti, tre dei quali continui. Le unità erano spinte da due eliche quadripala, alle quali erano direttamente connessi due motori Diesel a due tempi Tosi N 6, che sviluppavano una potenza complessiva di 8 500 cavalli a 115 giri al minuto. 
L'allestimento delle unità fu curato dalla Ducrot Mobili e Arti Decorative di Palermo, che le arredò in stile Settecento. 
Durante la Seconda Guerra Mondiale, tutte e quattro le unità furono requisite dalla Regia Marina e convertite in incrociatori ausiliari. 
Nel 1951 la Città di Tunisi, unica unità della classe sopravvissuta al conflitto, fu sottoposta a dei radicali lavori di trasformazione. I motori furono sostituiti con due unità FIAT LS 688 B, con una potenza di 8 000 cavalli, che permisero una netta riduzione dei consumi. Furono poi modificate le sistemazioni per i passeggeri e l'equipaggio, aggiungendo cabine e riducendo la capienza dei dormitori comuni di terza classe. Nel 1960 fu sottoposta a dei nuovi lavori, venendo dotata dell'impianto di aria condizionata per tutti gli alloggi.

## Servizio

### Costruzione ed entrata in servizio (1929 - 1940)

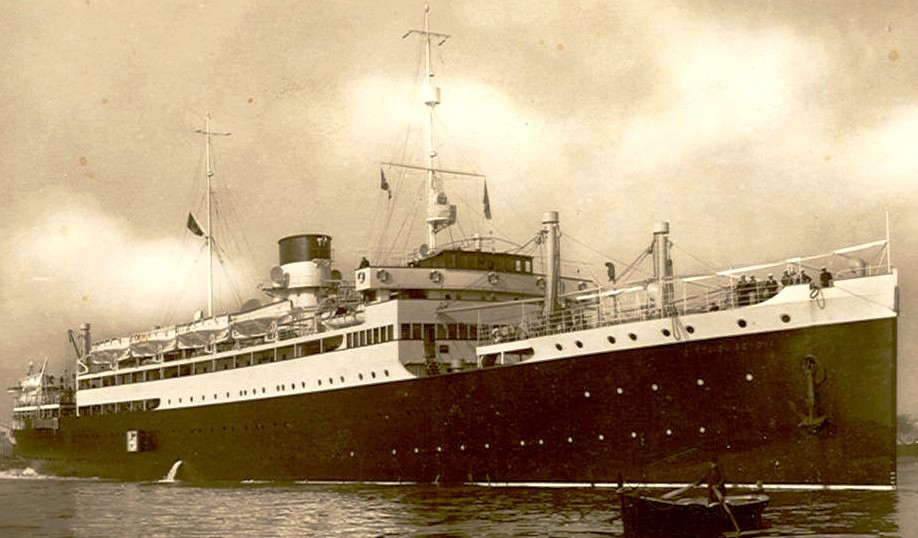
La Città di Genova in servizio civile.

La costruzione delle navi fu affidata ai Cantieri Navali Riuniti di Palermo e ai Cantieri del Tirreno di Riva Trigoso: i primi costruirono la capoclasse Città di Napoli e la Città di Tunisi, i secondi la Città di Palermo e la Città di Genova. 
La Città di Napoli fu varata l'8 giugno 1929 e fu sottoposta alle prove in mare il 21 gennaio dell'anno seguente, venendo poi consegnata alla Florio. Seguirono la Città di Tunisi, consegnata a maggio, la Città di Genova, consegnata ad agosto e la Città di Palermo, consegnata a dicembre 1930. Tutte e quattro le navi furono destinate alla linea Napoli - Palermo, con prolungamento settimanale a Tunisi e bisettimanale per Tripoli. Nel 1932 la Compagnia Italiana Transatlantica (Citra) si fuse con la Florio, formando la Tirrenia - Flotte Riunite Florio-Citra; nel 1936 la società fu posta in liquidazione e fu costituita la Tirrenia, Società Anonima di Navigazione, alla quale furono trasferite le navi. I cambi societari non influirono sul servizio delle navi, che continuò regolarmente fino allo scoppio del secondo conflitto mondiale.

### Seconda guerra mondiale (1940 - 1945)

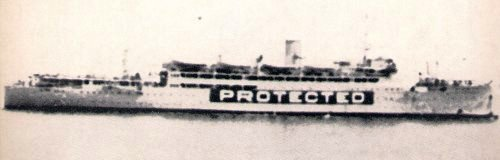
La Città di Tunisi in servizio come nave protetta per gli scambi di prigionieri.

Tra maggio e giugno 1940 le navi furono noleggiate e poi requisite dalla Regia Marina, venendo convertite in incrociatori ausiliari e dotate di armamenti (quattro cannoni da 120/45 mm, due mitragliere da 20/65 mm e quattro da 13,2). Identificate con le sigle D. 1, D. 2, D. 3 e D.4, furono destinate principalmente a missioni di scorta di convogli e di trasporto per il Nord Africa.
Il 4 gennaio 1942 la Città di Palermo partì dal porto di Brindisi, diretta a Patrasso con a bordo 600 soldati; il giorno seguente fu silurata dal sommergibile britannico HMS Proteus al largo di Cefalonia e affondò in pochi minuti, causando la morte della maggior parte dei soldati e di diversi membri dell'equipaggio.
Il 28 novembre del 1942 la Città di Napoli, in viaggio tra Biserta e Palermo, urtò una mina e affondò in circa quaranta minuti; l'equipaggio fu tratto in salvo dalle unità militari Folgore e Maestrale.
Il 21 gennaio 1943 la Città di Genova, in navigazione da Patrasso a Bari, fu silurata al largo di Saseno dal sommergibile britannico HMS Tigris e affondò, causando la morte di 44 dei 79 membri dell'equipaggio.
Nella notte tra 26 e 27 novembre 1942, il convoglio del quale faceva parte la Città di Tunisi, diretto da Palermo a Biserta, ne incrociò un secondo in navigazione tra Tripoli e Palermo. La Città di Tunisi speronò la torpediniera Circe per via di un'errata manovra di quest'ultima, che procedeva a zig-zag e oscurata; la nave militare ebbe la peggio e affondò, causando la morte di 66 persone. In seguito, tra maggio e giugno 1943, la Città di Tunisi fu utilizzata per il trasporto e lo scambio di prigionieri feriti e persone internate. Dopo l'8 settembre la nave, che si trovava nel Nord Italia, fu sequestrata dall'esercito tedesco, rinominata Heidelberg e utilizzata come alloggio per le truppe; il 20 febbraio 1945 fu danneggiata da un bombardamento aereo.

### Dopoguerra (1945 - 1971)

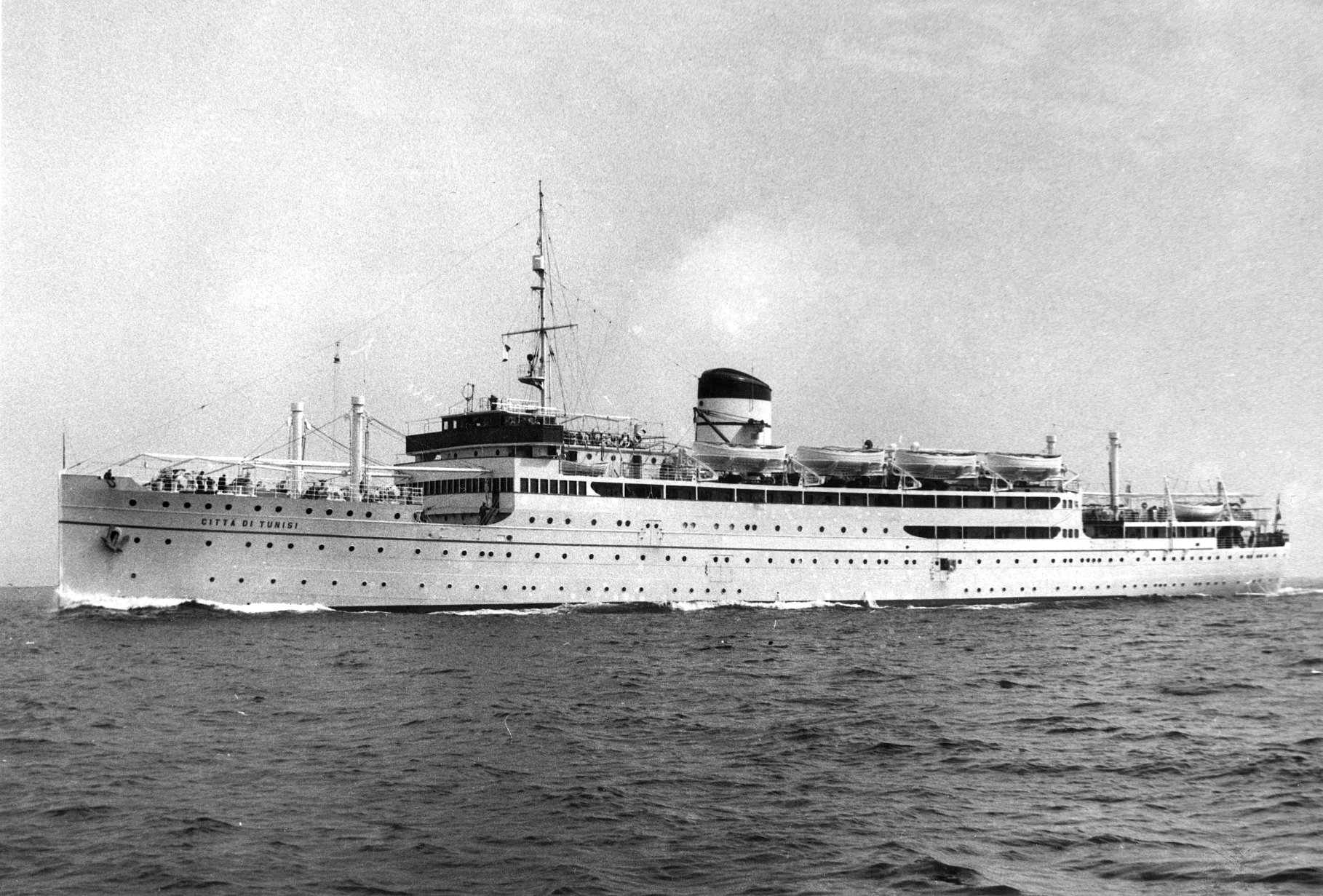
La Città di Tunisi in servizio nel dopoguerra, dopo i lavori di ristrutturazione.

La Città di Tunisi fu rapidamente riparata e fu nuovamente in condizione di navigare nel febbraio 1946, ma fu requisita dagli Alleati, che la destinarono al rimpatrio dei prigionieri di guerra. Nell'aprile dell'anno seguente fu riconsegnata alla Tirrenia, che a partire dal 3 giugno la rimise in servizio tra Napoli e Palermo. Dal maggio 1948 alla linea fu aggiunto uno scalo a Tunisi; l'architetto Gustavo Pulitzer-Finali fu incaricato di redigere un progetto per la ristrutturazione delle sale comuni, che però non venne realizzato. 
Il 19 maggio 1951 la nave fu portata alla Navalmeccanica Bacini e Scali Napoletani, dove fu sottoposta ai lavori di rifacimento descritti nella sezione precedente; il 20 maggio dell'anno successivo iniziò le prove in mare, tornando in servizio il 28 maggio sulla Napoli - Palermo - Tunisi. Negli anni Sessanta la Città di Tunisi fu destinata alla linea Napoli - Catania - Siracusa - Malta - Tripoli, venendo poi spostata sulla Napoli - Cagliari - Palermo. L'entrata in servizio delle navi della Classe Poeta rese ridondante l'unità, che fu quindi messa in disarmo il 5 ottobre 1970. Il 27 ottobre fu venduta per la demolizione alla Sidemar di Trieste, dove giunse il 16 novembre; la demolizione fu completata nel settembre 1971.

## Unità della classe
| Nome             | Immagine | Cantiere                        | Varo            | Entrata in servizio | Destino finale                                                       | Note |
| ---------------- | -------- | ------------------------------- | --------------- | ------------------- | -------------------------------------------------------------------- | ---- |
| Città di Napoli  |          | Cantiere navale di Riva Trigoso | 8 giugno 1929   | 1930                | affondata dopo un urto con una mina il 28 novembre 1942              |      |
| Città di Genova  |          | Cantiere navale di Palermo      | marzo 1930      | agosto 1930         | silurata ed affondata dal sommergibile HMS Tigris il 21 gennaio 1943 |      |
| Città di Palermo |          | Cantiere navale di Palermo      |                 | 1930                | silurata ed affondata dal sommergibile HMS Proteus il 5 gennaio 1942 |      |
| Città di Tunisi  |          | Cantiere navale di Riva Trigoso | 16 ottobre 1929 | maggio 1930         | demolita a Trieste nel 1971                                          |      |